# Distrito de Chong'an
Distrito de Chong'an (en chino tradicional, 崇安區; en chino simplificado, 崇安区; pinyin, Chóng'ān Qū) es un distrito de China que pertenece a la región administrativa de Wuxi en la  provincia de Jiangsu.
Ubicado en el centro de la ciudad de Wuxi, el distrito de Chong'an tiene una superficie total de 17,82 kilómetros cuadrados y una población de 186.800 personas en 2007.
- Datos: Q1076114

1. ↑  «郵遞區號查詢 - 郵編庫» [Consulta de código postal]. tw.youbianku.com (en chino). 2005. Consultado el 25 de enero de 2018.